# Asztalitenisz az 1988. évi nyári olimpiai játékokon
Az asztalitenisz az 1988. évi nyári olimpiai játékokon az újkori olimpiák történetében először került a hivatalos programba. A hagyományos asztalitenisz-versenyszámok közül vegyes párosban nem rendeztek versenyt, így négy versenyszámban avattak olimpiai bajnokot.

## Éremtáblázat
| Az 1988. évi nyári olimpiai játékok éremtáblázata asztaliteniszben | Az 1988. évi nyári olimpiai játékok éremtáblázata asztaliteniszben | Az 1988. évi nyári olimpiai játékok éremtáblázata asztaliteniszben | Az 1988. évi nyári olimpiai játékok éremtáblázata asztaliteniszben | Az 1988. évi nyári olimpiai játékok éremtáblázata asztaliteniszben | Olimpia  |
| ------------------------------------------------------------------ | ------------------------------------------------------------------ | ------------------------------------------------------------------ | ------------------------------------------------------------------ | ------------------------------------------------------------------ | -------- |
|                                                                    | Ország                                                             | Arany                                                              | Ezüst                                                              | Bronz                                                              | Összesen |
| 1.                                                                 | Kína (CHN)                                                         | 2                                                                  | 2                                                                  | 1                                                                  | 5        |
| 2.                                                                 | Dél-Korea (KOR)                                                    | 2                                                                  | 1                                                                  | 1                                                                  | 4        |
|                                                                    |                                                                    |                                                                    |                                                                    |                                                                    |          |
| 3.                                                                 | Jugoszlávia (YUG)                                                  | 0                                                                  | 1                                                                  | 1                                                                  | 2        |
|                                                                    |                                                                    |                                                                    |                                                                    |                                                                    |          |
| 4.                                                                 | Svédország (SWE)                                                   | 0                                                                  | 0                                                                  | 1                                                                  | 1        |
|                                                                    |                                                                    |                                                                    |                                                                    |                                                                    |          |
| Összesen                                                           | Összesen                                                           | 4                                                                  | 4                                                                  | 4                                                                  | 12       |

## Érmesek

### Férfi
| Az 1988. évi nyári olimpiai játékok férfi érmesei asztaliteniszben |                                                           |                                                      |                                                                         |
| Versenyszám                                                        | Arany                                                     | Ezüst                                                | Bronz                                                                   |
| egyes                                                              | Ju Namgju (Yu Nam-gyu) · Dél-Korea (KOR)                  | Kim Githek (Kim Gi-Taek) · Dél-Korea (KOR)           | Erik Lindh · Svédország (SWE)                                           |
| páros                                                              | Kína (CHN) · Csen Lung-can (Chen Longcan) · Iszeki Szeikó | Jugoszlávia (YUG) · Ilija Lupulesku · Zoran Primorac | Dél-Korea (KOR) · An Dzsehjong (An Jae-Hyeong) · Ju Namgju (Yu Nam-gyu) |

### Női
| Az 1988. évi nyári olimpiai játékok női érmesei asztaliteniszben |                                                                                    |                                                                   |                                                     |
| Versenyszám                                                      | Arany                                                                              | Ezüst                                                             | Bronz                                               |
| egyes                                                            | Csen Csing (Chen Jing) · Kína (CHN)                                                | Li Huj-fen (Li Huifen) · Kína (CHN)                               | Csiao Cse-min (Jiao Zhimin) · Kína (CHN)            |
| páros                                                            | Dél-Korea (KOR) · Hjon Dzsonghva (Hyeon Jeong-hwa) · Jang Jongdzsa (Yang Yeong-ja) | Kína (CHN) · Csen Csing (Chen Jing) · Csiao Cse-min (Jiao Zhimin) | Jugoszlávia (YUG) · Jasna Fazlić · Gordana Perkučin |

## Magyar részvétel
Az olimpián Magyarországot öt asztaliteniszező képviselte. Klampár Tibor a férfi egyesben negyedik helyezést ért el.
Nem jutott az első hat közé
- férfi egyesben: Harczi Zsolt
- női egyesben: Bátorfi Csilla, Urbán Edit
- férfi párosban: Klampár Tibor és Kriston Zsolt, illetve
- női párosban: Bátorfi Csilla és Urbán Edit